# Жанэ, Киримизе Хаджимусович
Киримизе Хаджимусович Жанэ (адыг. Жэнэ Къырымыз; 7 марта 1919 — 10 июня 1983) — советский и адыгейский прозаик, поэт. Заслуженный работник культуры РСФСР.
Родился 7 марта 1919 года в ауле Афипсип Теучежского района (Тахтамукайский район Адыгеи). Участник Великой Отечественной войны с 1941 года. В 1944 году Киримизе был тяжело ранен, после — демобилизован. После демобилизации работал в областной газете, писал прозу. Член Коммунистической партии с 1948 года. В 1957 году окончил Адыгейский педагогический институт. С 1973 года — ответственный секретарь Адыгейского отделения Союза писателей РСФСР. С 1944 по 1959 годы — член редакции газеты «Социалистическэ Адыгей». С 1959 по 1973 годы — председатель Адыгейского областного комитета по радиовещанию и телевидению. С 1965 года — председатель Адыгейского областного комитета защиты мира.
Печатается с 1935 года. Автор сборников «Стихи» (адыг. Стихых, 1945), «Наши дни» (адыг. Тимафэхэр, 1951), «Наша земля» (адыг. Тичӏыгу, 1953),«Ответ» (адыг. Джэуап, 1963), «Твои глаза» (адыг. О уинитӏу», 1967) и др., в которых отражена жизнь советского народа в годы войны и мирного строительства. Лирическая поэзия Киримизе Жанэ относится к сюжетному стиху. Опубликованы сборники рассказов «Две матери» (адыг. Нитӏу акъу), «Памятник у дороги» (адыг. Гъогубгъум Iут саугъэтыр, оба — 1971), документальная повесть «Хусен Андрухаев» (1970, рус. пер. 1974) — об адыгейском поэте-воине, Герое Советского Союза, сборники очерков. Опубликованы произведения для детей: книги «Друзья и подружки» (1958), «Первый цветок» (адыг. Апэрэ къэгъагъ, 1963); «Почему» (адыг. Сыд пае, 1968) и др. Стихи Киримизе переведены на языки народов СССР и легли в основу музыкальных произведений. На русский язык стихи Киримизе переводили поэты Виктор Киселёв, Риталий Заславский
За участие в Великой Отечественной войне, за трудовые и творческие успехи награждён двумя орденами и многими медалями.